# Carmel McQueen
Carmel Celine Marguerite McQueen (apellido de soltera McQueen, previamente Valentine) es un personaje ficticio de la serie de televisión británica Hollyoaks, interpretada por la actriz Gemma Merna el 13 de agosto de 2006 hasta el 12 de noviembre de 2014. Carmel fue uno de los personajes más queridos y populares entre el público.

## Antecedentes
Carmel es la quinta hija de Myra McQueen y la primera de Ricky Bowen. Carmel creció junto a sus medias hermanas Jacqui, Mercedes y  Tina al igual que junto a sus hermanos menores John Paul y Michaela.

## Biografía
El 12 de noviembre de 2014 Carmel murió durante la explosión del tren, mientras intentaba salvar a su prima Theresa McQueen de Sonny Valentine, lo que dejó destrozada a su familia.